# 3173 McNaught
3173 McNaught је астероид главног астероидног појаса чија средња удаљеност од Сунца износи 2,203 астрономских јединица (АЈ).
Апсолутна магнитуда астероида је 13,2.